# طواف إفريقيا للدراجات 2005
طواف أفريقيا للدراجات 2005 (بالإنجليزية: 2005 UCI Africa Tour)‏ هو الموسم 1 من  طواف أفريقيا للدراجات.

## السباقات
| طواف أفريقيا للدراجات      | طواف أفريقيا للدراجات | طواف أفريقيا للدراجات | طواف أفريقيا للدراجات | طواف أفريقيا للدراجات | طواف أفريقيا للدراجات | طواف أفريقيا للدراجات | طواف أفريقيا للدراجات |
| التاريخ                    | #                     | السباق                | الفائز                | الثاني                | الثالث                |                       |                       |
| -------------------------- | --------------------- | --------------------- | --------------------- | --------------------- | --------------------- | --------------------- | --------------------- |
| 16 – 24 فبراير 2005        | 1                     | طواف مصر              | Sergey Tretyakov ‏     | سيرجي لافرينينكو      | Bachtijar Mamirow ‏    |                       |                       |
| 26 فبراير – 12 مارس 2005   | 2                     | طواف كاميرون ‏         | Davide Silvestri ‏     | Christian Eminger ‏    | Emmanuel Genesseaux ‏  |                       |                       |
| 09 – 13 مارس 2005          | 3                     | Giro del Capo ‏        | Tiaan Kannemeyer ‏     | ريان كوكس             | ديفيد كوب             |                       |                       |
| 22 سبتمبر – 02 أكتوبر 2005 | 4                     | طواف السنغال ‏         | Alexandre Lecocq ‏     | David Jungels ‏        | Pascal Bouba ‏         |                       |                       |

## وصلات خارجية
- الموقع الرسمي